# Ober-Roden
Ober-Roden ist ein Stadtteil von Rödermark im südhessischen Landkreis Offenbach.

## Geographische Lage
Ober-Roden liegt südöstlich von Frankfurt am Main und nordöstlich von Darmstadt, ca. 20 km südlich von Offenbach am Main auf dem 50. Breitengrad. Die Ortschaft liegt auf einer Höhe von 140 m ü. NHN an dem Flüsschen Rodau.

## Geschichte

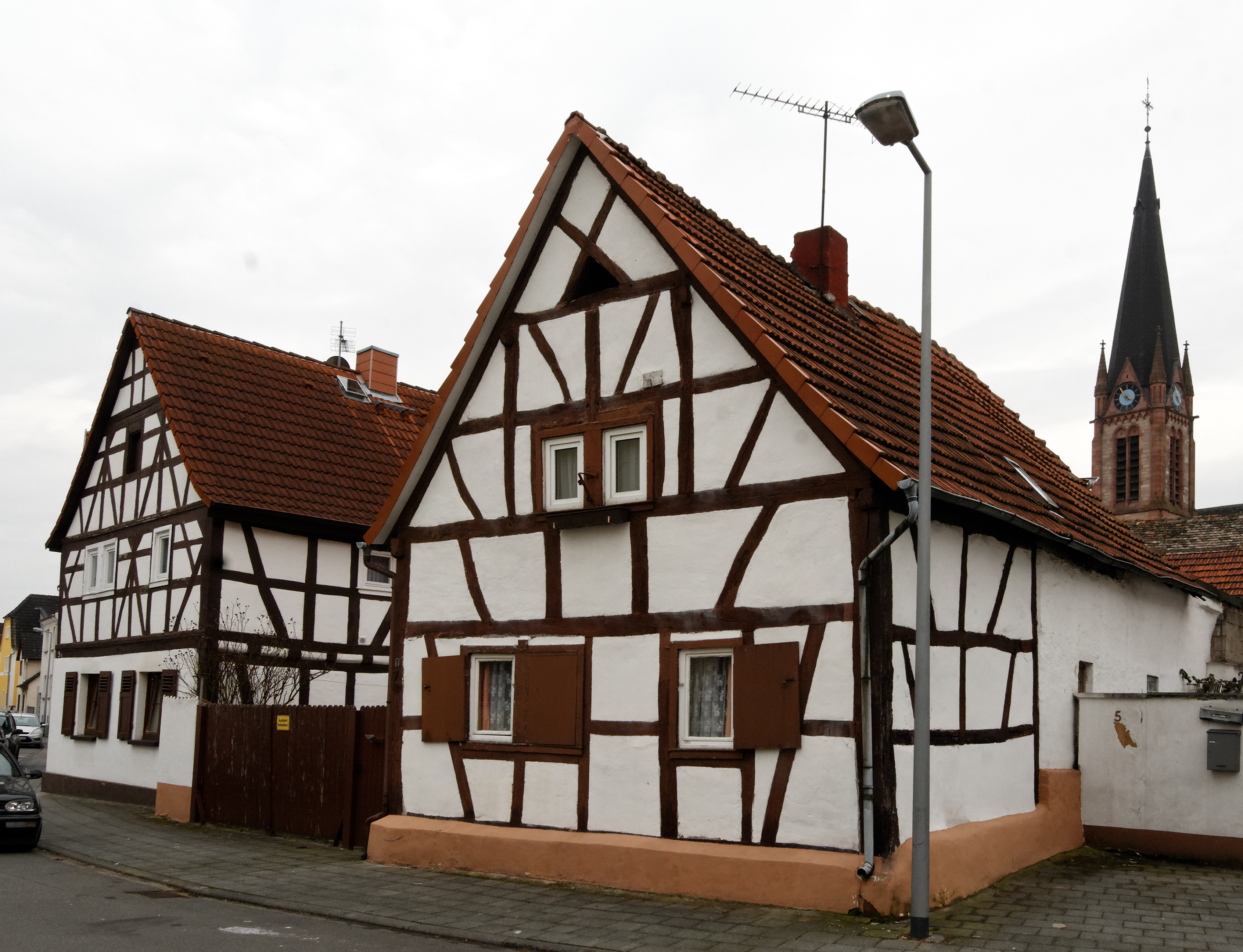
Dieses Fachwerkensemble an der Dockendorffstraße vermittelt einen Eindruck des Ortsbildes im 18. Jahrhundert; im Hintergrund ist der Kirchturm von St. Nazarius zu sehen

### Herrschaftsgeschichte
786 schenkte die dem fränkischen Hochadel entstammende Aba ihr Eigenkloster Rotaha, ein Nonnenkloster, dem Kloster Lorsch. Die Lage des Klosters auf dem Ober-Rodener Kirchhügel konnte durch archäologische Ausgrabungen nachgewiesen werden. Hier fanden sich neben Kirchenbauten auch Siedlungsbefunde. Diese Siedlung wurde 790 erstmals in einer Schenkung, ebenfalls an das Kloster Lorsch, erwähnt. Auch am 22. April 791 schenkte ein fränkischer Adliger namens Erlulf seinen gesamten Besitz in Ober-Roden, Nieder-Roden und Bieber dem Kloster Lorsch. Weitere Schenkungen datieren aus den Jahren 792, 798 und 810. 903 wurde das Kloster Rotaha als Besitz des Lorscher Klosters bestätigt. Die Pfarrkirche in Ober-Roden ist, wie das Kloster Lorsch, dem heiligen Nazarius geweiht.
Mit dem in der Urkunde von 786 ebenfalls genannten Niwenhof befand sich im Bereich von Ober-Roden auch eine frühmittelalterliche Burg, die sich später zu einem Herrenhof entwickelte. Ober-Roden befand sich dann im Besitz der Familie Hagen-Münzenberg und ging mit der Münzenberger Erbschaft 1255 an eine Erbengemeinschaft über, die letztendlich aus den Familien der Herren von Hanau und von Eppstein je zur Hälfte bestand. 1303 und 1331 einigen sich Ulrich II. von Hanau und Siegfried von Eppstein über ihre Rechte und Einkünfte in Ober-Roden. Als Teil des Amtes Steinheim wurde das Dorf 1425 von den Herren von Eppstein an Kurmainz verkauft. Die Hälfte davon ging 1438 als Pfand wiederum an Hanau. Für die nächsten Jahrhunderte war der Erzbischof und Kurfürst von Mainz Landesherr. Hier gehörte es zum Oberen Erzstift, dem Oberamt Steinheim und zur Amtsvogtei Dieburg. 1446 ist der Zehnte im Besitz der Grafen von Hanau. 1576 steht die Oberhoheit in Ober-Roden je zur Hälfte den Grafen von Hanau-Lichtenberg und Kurmainz zu. 1684 tritt Hanau seinen Anteil an Mainz ab.
1786 wurde die Markgenossenschaft Röder Mark, bis dahin ein großer, gemeinschaftlicher Wald, unter den ihr angehörenden Gemeinden Ober- und Nieder-Roden, Urberach, Messel, Dietzenbach, Hainhausen, Jügesheim und Dudenhofen aufgeteilt. Ober-Roden erhielt so seinen Gemeindewald.
Mit der Säkularisation kam Ober-Roden an die Landgrafschaft Hessen-Darmstadt, das spätere Großherzogtum Hessen. Nun gehörte es nacheinander zu folgenden Verwaltungseinheiten:
- 1820 Amt Dieburg
- 1821 Landratsbezirk Langen
- 1832 Kreis Offenbach
- 1848 Regierungsbezirk Dieburg
- 1852 Kreis Dieburg
- 1938 Landkreis Dieburg
- 1977 Landkreis Offenbach

1821 wurde Ober-Roden dem Bezirk des Landgerichts Langen zugeordnet und wechselte bei der großen Reform der Gerichtsbezirke 1853 zum Landgericht Seligenstadt. 1879 wurde erstinstanzlich dann das Amtsgericht Langen zuständig.
Am 1. März 1958 schloss sich Messenhausen vollständig an Ober-Roden an, nachdem es bereits seit 1821 der Bürgermeisterei angeschlossen war, aber einen eigenen Gemeindehaushalt behalten hatte.
Am 1. Januar 1977 wurde durch Zusammenschluss per Gesetz der bis dahin selbstständigen Gemeinden Ober-Roden und Urberach im Zuge der hessischen Gebietsreform die Gemeinde, seit dem 23. August 1980 Stadt Rödermark gegründet. Beide Gründungsgemeinden kamen vom Landkreis Dieburg zum Landkreis Offenbach. Ober-Roden ist heute der größte der fünf Stadtteile von Rödermark.

### Historische Namensformen
In erhaltenen Urkunden wurde Ober-Roden unter den folgenden Namen erwähnt (in Klammern das Jahr der Erwähnung):
- Raodora (786)
- Rotaha (790)
- Rotahen superiore et inferiore (791)
- Rotaha (792)
- Rotaher (796)
- Rota (800)
- Rotahe (805–813)
- Rodahe (815)
- Rotaha (10. Jahrhundert)
- Rothaha (903)
- Obir Rota (1303)
- Obern Rodauw (1371)
- Ober Roda (1446)
- Superior Roda (1472)
- Obern Rodawe (1485)
- Ober roden (1550)
- Ober Roden (1716)

### Einwohnerentwicklung
Quelle: Historisches Ortslexikon
| • 1576: | 80 Familien                                                           |
| • 1681: | sind von 80 Häusern nur 31 bewohnt                                    |
| • 1961: | 1225 evangelische (= 18,97 %), 5080 katholische (= 78,65 %) Einwohner |

| Ober-Roden: Einwohnerzahlen von 1829 bis 1970 | Ober-Roden: Einwohnerzahlen von 1829 bis 1970 | Ober-Roden: Einwohnerzahlen von 1829 bis 1970 | Ober-Roden: Einwohnerzahlen von 1829 bis 1970 | Ober-Roden: Einwohnerzahlen von 1829 bis 1970 |
| --- | --------------------------------------------- | --------------------------------------------- | --------------------------------------------- | --------------------------------------------- |
| Jahr |                                               |                                               |                                               | Einwohner                                     |
| 1829 | 1829                                          |                                               | 1.295                                         | 1.295                                         |
| 1834 | 1834                                          |                                               | 1.521                                         | 1.521                                         |
| 1840 | 1840                                          |                                               | 1.669                                         | 1.669                                         |
| 1846 | 1846                                          |                                               | 1.703                                         | 1.703                                         |
| 1852 | 1852                                          |                                               | 1.862                                         | 1.862                                         |
| 1858 | 1858                                          |                                               | 1.910                                         | 1.910                                         |
| 1864 | 1864                                          |                                               | 1.724                                         | 1.724                                         |
| 1871 | 1871                                          |                                               | 1.769                                         | 1.769                                         |
| 1875 | 1875                                          |                                               | 1.931                                         | 1.931                                         |
| 1885 | 1885                                          |                                               | 1.845                                         | 1.845                                         |
| 1895 | 1895                                          |                                               | 2.052                                         | 2.052                                         |
| 1905 | 1905                                          |                                               | 2.579                                         | 2.579                                         |
| 1910 | 1910                                          |                                               | 2.798                                         | 2.798                                         |
| 1925 | 1925                                          |                                               | 3.122                                         | 3.122                                         |
| 1939 | 1939                                          |                                               | 3.672                                         | 3.672                                         |
| 1946 | 1946                                          |                                               | 4.253                                         | 4.253                                         |
| 1950 | 1950                                          |                                               | 4.562                                         | 4.562                                         |
| 1956 | 1956                                          |                                               | 5.250                                         | 5.250                                         |
| 1961 | 1961                                          |                                               | 6.459                                         | 6.459                                         |
| 1967 | 1967                                          |                                               | 8.362                                         | 8.362                                         |
| 1970 | 1970                                          |                                               | 9.257                                         | 9.257                                         |
| Datenquelle: Historisches Gemeindeverzeichnis für Hessen: Die Bevölkerung der Gemeinden 1834 bis 1967. Wiesbaden: Hessisches Statistisches Landesamt, 1968. Weitere Quellen: |                                               |                                               |                                               |                                               |

Durch die Suburbanisierung der 1960er- und 1970er-Jahre wurde Ober-Roden zu einer Pendlergemeinde.

### Kirchengeschichte
In Ober-Roden sind drei verschiedene Kirchengemeinden unterschiedlicher Konfessionen aktiv:
- Römisch-katholische Kirchengemeinde St. Nazarius Ober-Roden
- Evangelische Kirchengemeinde Ober-Roden
- Freie Evangelische Gemeinde Rödermark

Die römisch-katholische Pfarrkirche St. Nazarius Ober-Roden
Die Pfarrkirche St. Nazarius in Ober-Roden war Mutterkirche für Urberach, Nieder-Roden, Messel und Dudenhofen. Sie wird erstmals 1303 erwähnt. Das Patronat lag ursprünglich bei den Herren von Hagen-Münzenberg, nach dem Anfall der Münzenberger Erbschaft ab 1256 bei den Herren von Hanau. 1323 wird ein eigener Pfarrer für Ober-Roden erwähnt. Im Mittelalter und in der frühen Neuzeit war kirchliche Mittelbehörde das Archidiakonat St. Peter und Alexander in Aschaffenburg, Landkapitel Rodgau.
Zum Ende des ersten Drittels des 16. Jahrhunderts errichtete Reinhard von Hanau-Lichtenberg (1494–1537), Pfarrer in Ober-Roden, mit seinem Testament die Ober-Rodener Spendung, eine wohltätige Stiftung, die bis heute besteht.
Die mittelalterliche Kirche wurde 1644 im Zuge des Dreißigjährigen Krieges bei einem Brand zerstört und 1660 durch eine neue Kirche an gleicher Stelle ersetzt.
Die heutige Pfarrkirche St. Nazarius wurde dort 1896 erbaut. Ihr 52,7 Meter hoher Kirchturm ist sehr markant. Er prägt die Silhouette der Ortschaft und ist weithin sichtbar. Daher trägt sie im Volksmund auch den Beinamen Rodgau-Dom, benannt nach der Region Rodgau.
Die Gustav-Adolf-Kirche der evangelischen Kirchengemeinde Ober-Roden
Ober-Roden blieb lange Zeit ausschließlich katholisch. Erst im Laufe des 19. Jahrhunderts kamen die ersten evangelischen Zuwanderer nach Ober-Roden. Sie wurden durch das evangelische Pfarramt Dudenhofen betreut. Als nach Ende des Ersten Weltkrieges die Zahl evangelischer Einwohner in Ober-Roden stärker anwuchs, wurde in den Jahren 1928 – 1929 durch die evangelische Kirchengemeinde eine kleine Kirche an der Dieburger Straße, die Gustav-Adolf-Kirche, erbaut. Zu dieser Zeit befand sich das für die Kirche zuständige Pfarramt allerdings noch in Dudenhofen. Erst im Zuge des stärkeren Anstiegs der Zahl evangelischer Mitbürger nach 1945 wurde Ober-Roden schließlich zu einer eigenständigen Pfarrstelle erhoben.

## Wappen und Flagge
Wappen

Blasonierung: „In goldenem Schild über gezinntem roten Mauerwerk wachsend ein blaues Schwert, darüber ein roter Sparren.“
Das Wappen wurde der Gemeinde Ober-Roden im damaligen Landkreis Dieburg am 10. Juni 1963 durch den Hessischen Minister des Inneren genehmigt. Gestaltet wurde es durch den Bad Nauheimer Heraldiker Heinz Ritt.
Das Schwert ist das des Schutzheiligen der Besitztümer des Klosters Lorsch, St. Nazarius. Die Mauer steht für den 1350 erhaltenen Status als freier Gerichtssitz. Der Sparren stammt aus dem Wappen der Grafen von Hanau, in deren Besitz Ober-Roden bis 1648 war, und wurde in das Wappen Rödermarks übernommen.
Flagge
Die Flagge wurde der Gemeinde am 19. Mai 1965 durch den Hessischen Innenminister genehmigt und wird wie folgt beschrieben:
„Auf breiter weißer Mittelbahn, beseitet von schmalen roten Seitenbahnen, im oberen Drittel aufgelegt das Gemeindewappen.“

## Kultur und Sehenswürdigkeiten
Die mächtige neugotische Pfarrkirche St. Nazarius (im Volksmund auch „Rodgaudom“ genannt) und einige Fachwerkhäuser bilden den historischen Stadtkern. Die Friedhofskapelle wurde 1864 errichtet.
Ober-Roden besitzt eine Stadtbücherei und eine Kulturhalle.

## Wirtschaft und Infrastruktur

### Verkehr
Der Bahnhof Rödermark-Ober Roden stellt einen lokalen Knotenpunkt im ÖPNV dar.

#### Eisenbahn
| S-Bahn         | S1                |
| Regionalbahn   | RB 61             |
| Buslinien      | OF-95 674 679 X74 |
| Nachtbuslinien | 679 n65 n66       |

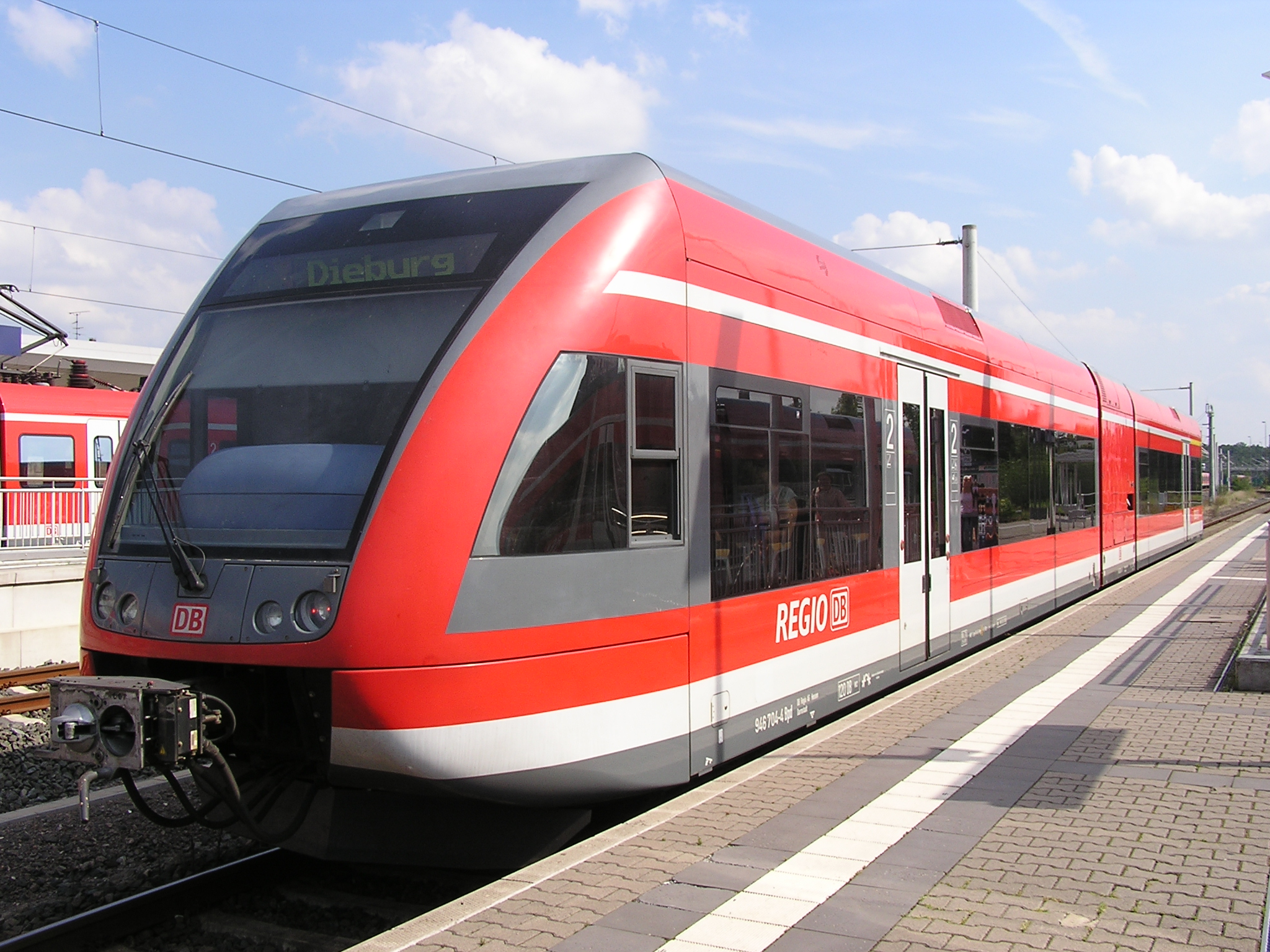
S-Bahn und Umlandverkehr treffen sich im Bahnhof Rödermark-Ober Roden

1895 erhielt Ober-Roden mit der Rodgaubahn, die von Offenbach (Main) Hauptbahnhof über Ober-Roden nach Dieburg an der Main-Rhein-Bahn führt, Anschluss an das Eisenbahnnetz. 1905 kam die Dreieichbahn über Urberach nach Buchschlag an der Bahnstrecke Frankfurt am Main–Heidelberg hinzu. Heute stellt sich die Anbindung folgendermaßen dar:
- Die S-Bahn-Linie S1 startet hier über Offenbach am Main, und Frankfurt am Main Hauptbahnhof nach Wiesbaden Hauptbahnhof; in der Hauptverkehrszeit besteht ein 15-Minuten-Takt, wobei die Verstärkerzüge nur bis Hochheim am Main verkehren.
- Die Züge der Dreieichbahn verkehren stündlich zwischen Ober-Roden und Dieburg bzw. Frankfurt (Main) Hauptbahnhof sowie halbstündlich zwischen Ober-Roden und Dreieich-Buchschlag. In der morgendlichen Hauptverkehrszeit verdichten einzelne Züge auf einen 15-Minuten-Takt.

#### Bus
- Verschiedene Buslinien verbinden Ober-Roden zudem mit dem Umland:

Linie OF-95: Neu-Isenburg – Dietzenbach – Ober-Roden – Urberach
Linie 674: Ober-Roden – Dieburg – Darmstadt
Linie 679: Ober-Roden – Dieburg – Groß-Zimmern – Reinheim
Linie X74: Ober-Roden – Eppertshausen – Münster – Darmstadt

#### Nachtverkehr
Ober-Roden ist im Nachtverkehr durch die Linien S1, 679, n65 und n66 an den öffentlichen Nahverkehr angebunden.

### Bildung
Kinderhort und Grundschule liegen direkt an der Rodau im Zentrum von Ober-Roden. In Ober-Roden befindet sich weiter die Oswald-von-Nell-Breuning-Schule, eine Gesamt- und Europaschule.

## Persönlichkeiten
- Jean Darling (1922–2015), US-amerikanische Schauspielerin und Sängerin
- Reinhard von Hanau-Lichtenberg (1494–1537), Pfarrer in Ober-Roden
- Alfred Kuhn (1938–2024), Opernsänger
- Egon Schallmayer (* 1951), Landesarchäologe von Hessen
- Wilhelm Weber (1876–1959), hessischer Landtagsabgeordneter